# جورج هربرت مید
جورج هربرت مید (به انگلیسی: George Herbert Mead) (زادهٔ ۲۷ فوریه ۱۸۶۳ – ۲۶ آوریل ۱۹۳۱) فیلسوف، جامعه‌شناس و روان‌شناس آمریکایی بود. وی از بنیان‌گذاران روان‌شناسی اجتماعی و یکی از چهره‌های برجستهٔ مکتب جامعه‌شناسی شیکاگو است‌.
تمرکز اصلی مید بر خود، به عنوان شناسا و شناخته است.

## زندگی‌نامه
در ۲۷ فوریه ۱۸۶۳ در هدلی جنوبی، ماساچوست زاده شد. پدرش از کشیشان کلیسای جامع بود که در کالج اوبرلین، فن موعظه درس می‌داد. مادرش الیزابت بیلینگز، متعلق به خانواده‌ای بود که در آن دستاوردهای فکری ارزش والایی داشت. جورج در ۱۶ سالگی وارد کالج اوبرلین شد واکنش منفی جورج به برنامه درسی بیش از حد کلامی اوبرلین موجب شد که وی ایمان خود را به اخلاقیات مسیحی از دست بدهد. مید در جایی خاطرنشان کرد که وی: «بیست سال وقت صرف کرد تا آنچه را که در بیست سال نخست زندگی آموخته بود از ذهن بزداید». در سال ۱۸۸۳ جورج از اوبرلین فارغ‌التحصیل شد و به تدریس در مدرسه‌ای ابتدایی پرداخت.
مید طی سه سال بعد یعنی تا سال ۱۸۸۶ کارهای گوناگونی از تدریس خصوصی گرفته تا نقشه‌برداری برای احداث راه‌آهن در مینه‌سوتا و کانادا را انجام داد. هنری کاستل دوست دوران تحصیل مید در کالج اوبرلین که به احتمال زیاد تأثیر بسیاری در بازاندیشی مید و در نهایت بریدن از سنت دینی اش داشته در ۱۸۸۷ برای گرفتن فوق لیسانس فلسفه به دانشگاه هاروارد راه یافت.
و مید را قانع کرد تا او هم فوق لیسانس بگیرد. مید در هاروارد به فلاسفه رمانتیک و ایدئالیسم هگلی علاقه‌مند شد. مید شاگرد ویلیام جیمز نیز بودو برای او کار می‌کرد و معلم خصوصی فرزندانش بود. برخورد او با فلسفه جدید باقی‌مانده اعتقادات مسیحیش را زدود… از آنجا که ماهیت انتزاعی مباحث فلسفی خوشایند مید نبود، تصمیم گرفت رشته تحصیلی اش را به روانشناسی فیزیولوژیکی تغییر دهد. در دومین سال تحصیل در هاروارد، موفق به دریافت بورس تحصیلی آلمان شد. کشوری که بسیاری از متخصصان صاحب نام روانشناسی فیزیولوژیکی از آنجا برخاسته بودند.. مید نخست به لایپزیک رفت و از محضر ویلهلم وونت بهره گرفت. مفهوم «ادا» که توسط وونت مطرح شده بود (حرکات و اشارات دست و سر) بعدها تأثیر عمیقی بر کار مید برجای گذاشت.
مید را عموماً بنیان‌گذار نظریه کنش متقابل نمادین می‌دانند اگرچه ابداع‌کننده اصطلاح کنش متقابل نمادین هربرت بلومر در ۱۹۳۷ است. از مهم‌ترین مفاهیم موجود در نظریات مید می‌توان به: پراگماتیسم (بسط روش‌های علمی به حوزه‌های پژوهش فکری همچون روانشناسی، جامعه‌شناسی و فلسفه)، مفاهیم ذهن-خود-جامعه، من فاعلی و من مفعولی، و دیگری تعمیم یافته اشاره کرد. مید را عمدتاً وابسته مکتب شیکاگو می‌دانند.